# Rafaël Govertszoon Camphuysen
Rafaël Govertszoon Camphuysen (* um 1597 in Gorinchem; † um 1657 in Amsterdam) war ein niederländischer Maler.

## Leben
Rafaël Govertszoon Camphuysen wurde 1597 oder 1598 als Sohn des Chirurgen Govert Camphysen geboren. Wie sein Onkel Dirk Raphaelszoon Camphuysen war Camphuysen Schüler von Dirck Govertsz und anschließend als Maler in seinem Heimatort tätig. Im Jahr 1626 übersiedelte er nach Amsterdam, wo sein Bruder seit 1621 lebte. In den Jahren 1626/27 lebte er in Sloterdijk für 1642 ist ein Aufenthalt in Amsterdam belegt, wo er Taufpate einer Tochter von Aert van der Neer war.
Camphuysen wurde am 23. Oktober 1657 in Amsterdam beerdigt. 

## Werk
Seine Werke umfassen Landschaftsbilder, überwiegend Mondschein-, Fluss- und Winterlandschaften. Seine Werke sind unter anderem in der Alten Pinakothek in München und im Rijksmuseum in Amsterdam ausgestellt.

## Werke (Auswahl)

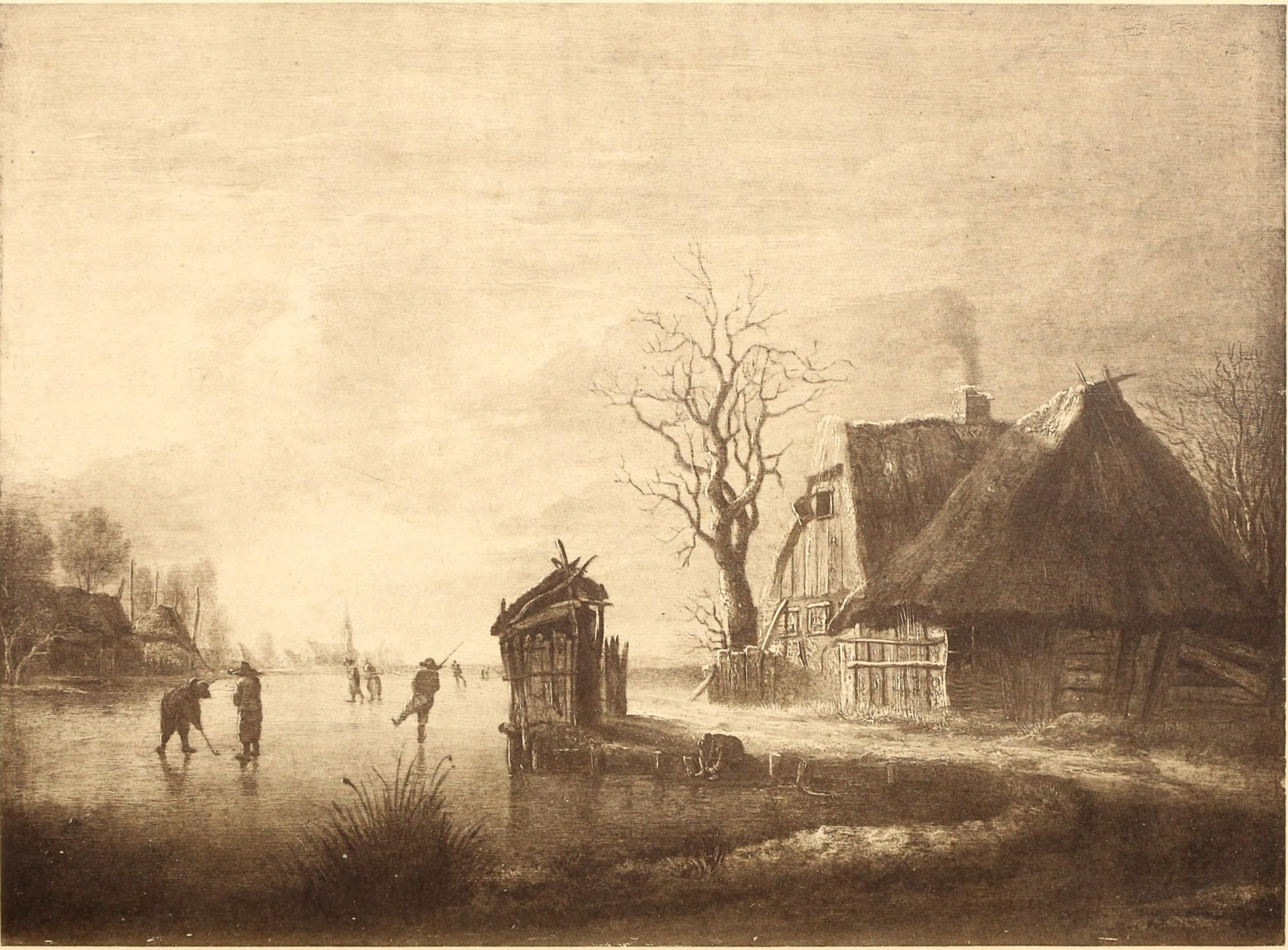
Winterlandschaft, um 1650
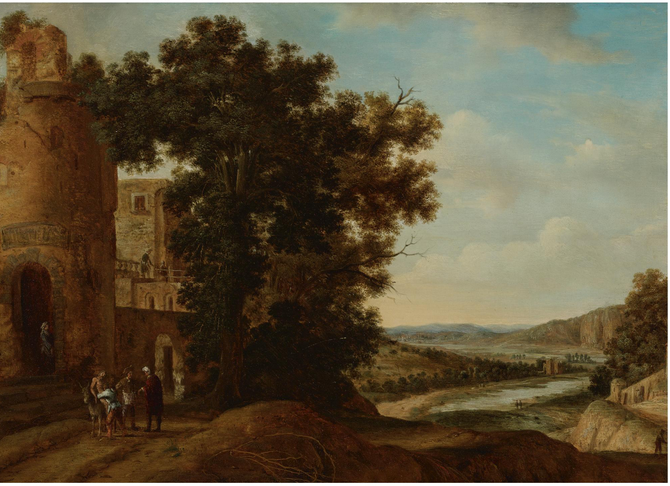
Landschaft mit dem barmherzigen Samariter
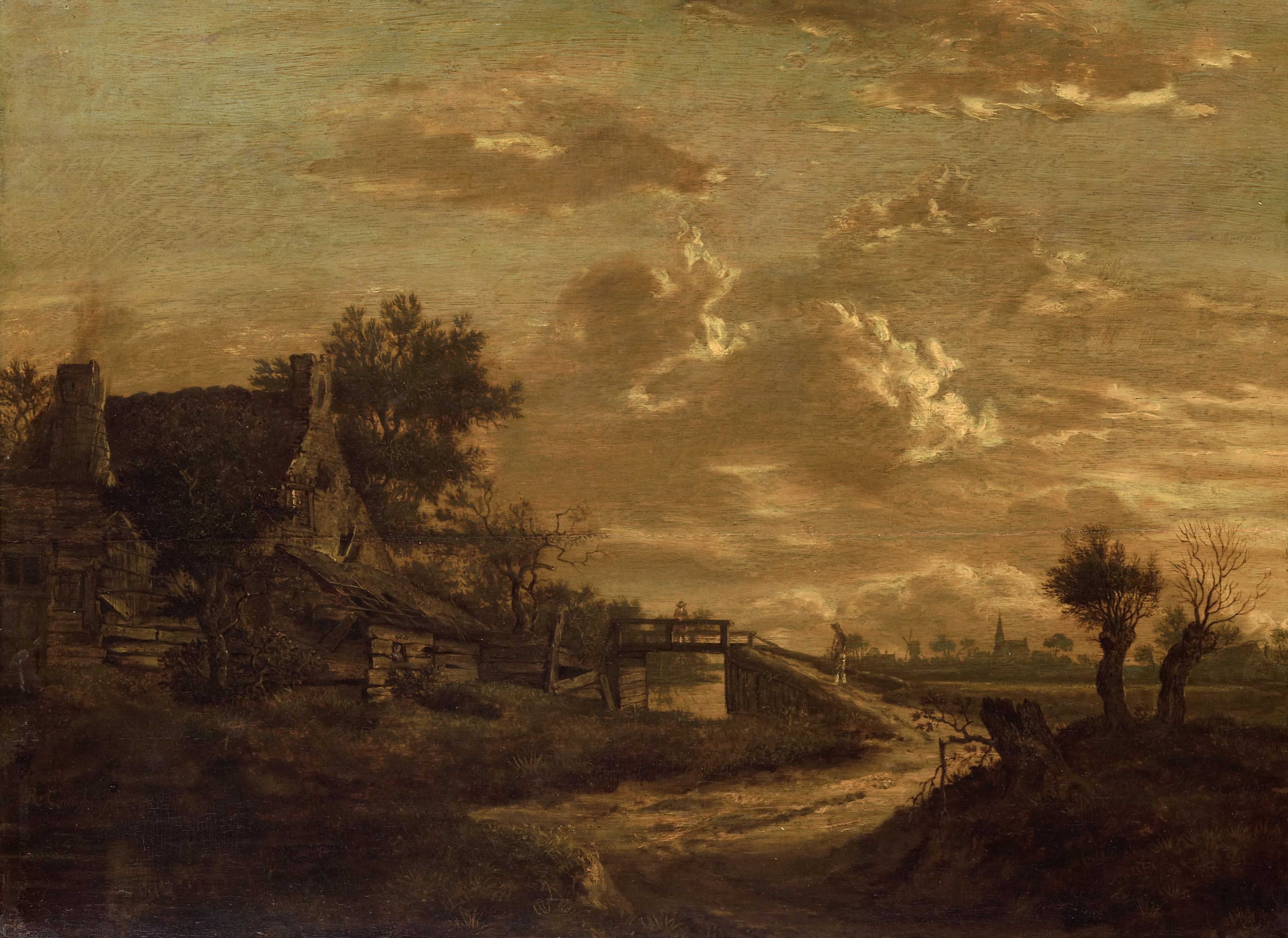
Landschaft mit Sonnenuntergang, zwischen 1654 und 1657
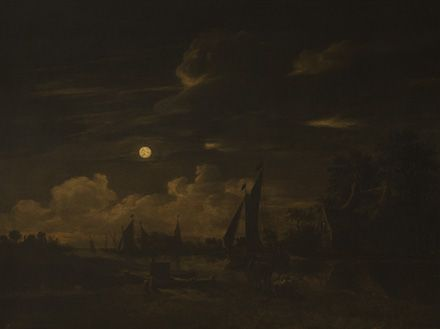
Kanallandschaft bei Mondschein